# Politieke Partij Radikalen
Die Politieke Partij Radikalen (PPR) war eine niederländische Partei der Christlichen Linken, die von 1968 bis 1991 bestand.
Ursprünglich eine Linksabspaltung der Katholischen Volkspartei (KVP), verstand sie sich jedoch als überkonfessionell und profilierte sich mit den Themen Umweltschutz, Weltfrieden, Entwicklungshilfe und Armutsbekämpfung. Sie nahm an einem einzigen Kabinett teil, 1973 bis 1977. Ihr höchstes Wahlergebnis waren die 4,8 Prozent von 1972, davor und danach blieb sie bei unter zwei Prozent. Die PPR ging 1991 in der neuen Partei GroenLinks auf. 

## Geschichte

### Vorgeschichte und Gründung 1966–1968
1966 fiel die Koalition aus Katholieke Volkspartij, Partij van de Arbeid (Sozialdemokraten) und Anti-Revolutionaire Partij (Protestanten) auseinander. In der KVP hatte es Spannungen zwischen einem rechteren und einem Arbeitnehmerflügel gegeben, die in der Nacht von Schmelzer resultierten. Der rechtere Flügel hatte auf Ausgabenbegrenzung gepocht und (ungewollt) zum Sturz des KVP-Ministerpräsidenten Jo Cals geführt. In der Folge ging die KVP eine Koalition mit zwei protestantischen Parteien und der rechtsliberalen Volkspartij voor Vrijheid en Democratie ein.
Überhaupt gab es seit 1967 mit der Groep van Achttien Bestrebungen in den drei christlichen Parteien (KVP, ARP, CHU) verstärkt zusammenzuarbeiten. Eine Gruppe von linkeren KVP-Mitgliedern fürchtete, dass in Zukunft christliche und „progressive“ Politik einander ausschlössen.

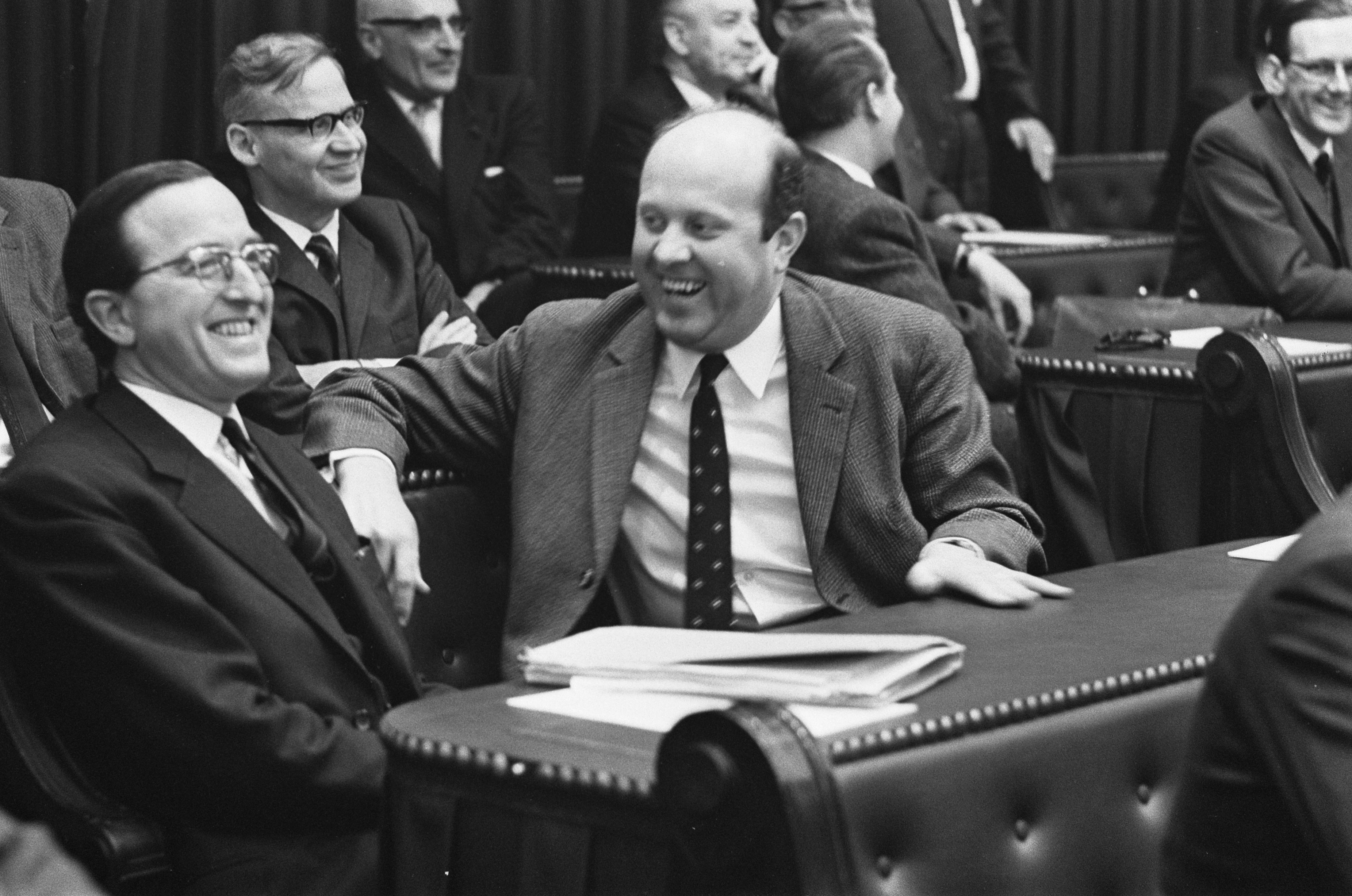
Jacques Aarden (links) und Paul Janssen am 27. Februar 1968 auf der neuen eigenen Bank in der Zweiten Kammer.

Vier KVP-Parlamentarier verließen 1968 die KVP-Fraktion und bildeten bis zu den Wahlen 1971 die Groep Aarden: Jacques Aarden, Paul Janssen, Annie Kessel und Harry van Doorn. Jacques Aarden, Pieter Bogaers (ein ehemaliger Minister) und Erik Jurgens gründeten anschließend die PPR. Aarden wurde 1971 erster Fraktionsvorsitzende der PPR, Bogaers wurde der erste, Jurgens der zweite Parteivorsitzende.
Die Parteigründer verzichteten auf eine religiöse Komponente in ihrem Parteinamen, um auch für Gleichgesinnte mit anderem Hintergrund Offenheit zu signalisieren. Tatsächlich kam es dann auch zu Übertritten von enttäuschten Mitgliedern der ARP. Die Partei erhielt Unterstützung aus verschiedenen Teilen der katholischen Arbeiterbewegung, so rief der vormalige Vorsitzende der katholischen Gewerkschaft KAB, Adrianus Cornelis de Bruijn, die Arbeiter der KVP dazu auf ihre Partei zu verlassen und sah für diese beispielsweise die PPR als eine mögliche neue Heimat an.
Ein Fürsprecher der neuen Partei war auch Henri Faas, Parlamentsredakteur der Tageszeitung de Volkskrant, die bis 1968  der KAB bzw. deren Nachfolger NKV gehörte und sich zu dieser Zeit gleichermaßen auf dem Weg von einer katholischen zu einer linken Zeitung befand.

### Entwicklung
Die PPR konnte Anfang der 1970er Jahre mit ihrer deutlichen Haltung zur Nord-Süd-Problematik und ihrer ablehnenden Position gegenüber der NATO bis in die Kreise der Studentenbewegung Unterstützung finden. Im Vorfeld der Parlamentswahl von 1971 ging die PPR ein loses Bündnis mit der PvdA und der sozialliberalen Partei D66 ein; der so genannte Progressief Akkoord stellte ein Schattenkabinett auf. Auch Volkskrant-Parlamentsredakteur Faas, der von der KVP zur PPR übergetreten war, arbeitete an dem Wahlprogramm des Schattenkabinetts mit. Die PPR erreichte allerdings bei ihrer ersten Parlamentswahl nur zwei Sitze, und das Bündnis blieb weit von einer Mehrheit entfernt. Bogaers war bereits 1970 wieder zur KVP zurückgekehrt, da er sich mit der vollständigen Loslösung der Partei von ihrem religiösen Hintergrund nicht mehr identifizieren konnte. Die PPR hatte dessen ungeachtet später noch zwei Vorsitzende, die katholische Priester waren. 1974 wurde ein früherer Angehöriger der linken Provo-Bewegung, Roel van Duijn, in Amsterdam Mitglied der Stadtregierung (wethouder) für die PPR.

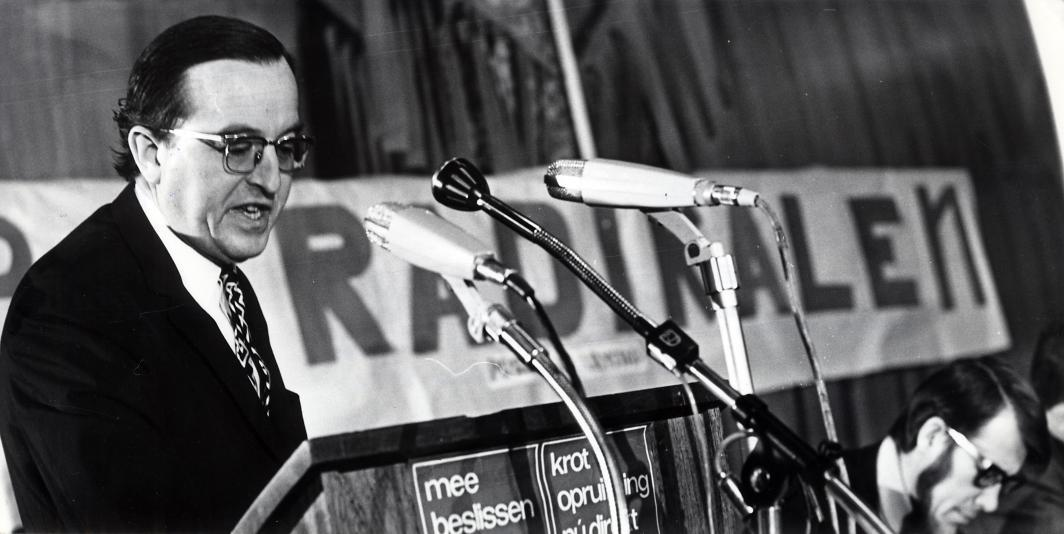
Jacques Arden 1971 bei einer Diskussion über eine Zusammenarbeit mit anderen linken Parteien

Bei den bereits 1972 abgehaltenen Neuwahlen konnten die Radikalen mit 4,8 % der Stimmen und sieben Sitzen ihr bestes Ergebnis erzielen und beteiligten sich von 1973 bis 1977 an der Regierung des sozialdemokratischen Ministerpräsidenten Joop den Uyl (PvdA, KVP, ARP, PPR, D66). Die PPR stellte zwei Minister: Harry van Doorn (Kultur, Freizeit und Erholung, Sozialarbeit) und Boy Trip (ohne Geschäftsbereich, zuständig für Wissenschaftspolitik).
Dies blieb jedoch die einzige Regierungsbeteiligung der PPR, die schwere Folgen für die Partei hatte. Einerseits gab es Unmut in der PPR darüber, dass sie sich während dieser Zeit in einer Koalition befand, die die KVP und ARP einschloss. Andererseits wurde gerade der Beschluss der PPR, anschließend nicht mehr mit diesen Parteien zu koalieren, bei der folgenden Wahl von 1977 nicht gut aufgenommen. Seitdem konnte die Partei nur noch zwischen ein und zwei Prozent der Wähler hinter sich bringen.

### Weg zu GroenLinks seit den 1980er-Jahren

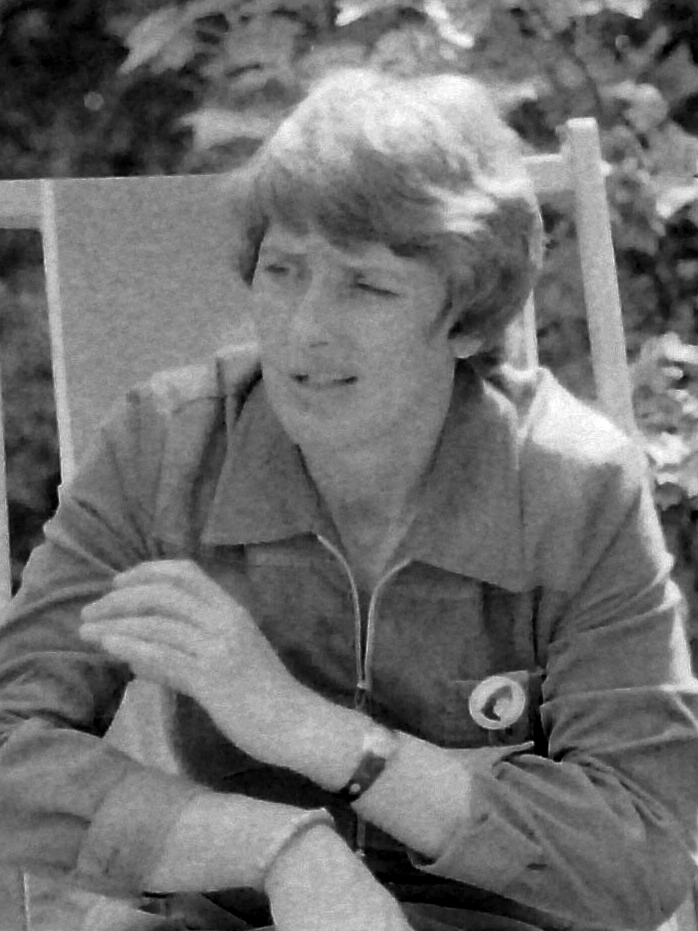
Ria Beckers, Parteiführerin seit 1977. Sie war die erste weibliche Spitzenkandidatin und Fraktonsführerin der Niederlande. Später führte sie GroenLinks in den Wahlkampf und blieb Fraktionschefin bis 1993.

Mitte der 1980er Jahre löste sich die Partei von ihrer früheren Zusammenarbeit mit der PvdA und D66 und wandte sich einer neuen Zusammenarbeit mit den kleinen Parteien EVP (links-protestantisch), PSP (pazifistisch-sozialistisch) und CPN (kommunistisch-feministisch) zu. Nach dem bislang schlechtesten Wahlergebnis von 1986 äußerte der frühere PPR-Fraktionsvorsitzende Bas de Gaay Fortman Zweifel am Bestandsrecht der Partei, blieb ihr jedoch treu. Mitgründer Jurgens hingegen war schon 1982 ausgetreten und ging 1986 zur PvdA. 1983 hatten Mitglieder der Grünen Plattform in der PPR die Partei ebenfalls verlassen und zusammen mit anderen lokalen grünen Parteien die neue Partei De Groenen gegründet, die allerdings nur auf lokaler Ebene eine Bedeutung erlangen konnte.
1989 schlossen sich PPR, EVP, PSP und CPN zu einer gemeinsamen Liste mit dem Namen Groen Links zusammen und traten mit dieser bei den Wahlen dieses Jahres an, bei denen 4,1 % erzielt wurden. Nachdem sich das Bündnis Ende 1990 als Partei formiert hatte, gaben die vier Parteien ihre Selbstständigkeit endgültig auf und gingen im folgenden Jahr vollständig in die neue Partei ein.
Mit zwei Parlamentsmitgliedern hatte die PPR mehr Wahlsubstanz eingebracht als die übrigen drei Parteien (die PSP besaß zuvor eins). Spannungen entstanden in GroenLinks zwischen Grün und Rot; die Kommunisten und Pazifistischen Sozialisten waren bei aller Beachtung der Umweltfrage letztlich auf die Veränderung der Wirtschaft aus.

## Organisation
Die PPR hatte 1977 mit gut 13.000 Mitgliedern ihren höchsten Organisationsgrad, diese Zahl sank zum Ausgang der 1980er Jahre auf einen Wert von unter 6.000 ab. Sie verfügte mit den PPR-Jongeren über eine Jugendorganisation und gab seit ihrer Gründung eine monatlich erscheinende Parteizeitung mit dem Namen Radikalenkrant (von 1973 bis 1981 PPRAK: PPR aktiekrant) heraus.

## Name
Der erste Namensteil, politieke partij (politische Partei), war mehr technischer Natur. Damit betonte man, nicht einfach Radikale oder die Radikalen einer anderen Partei zu sein. Unter dem Namen Politike Partij Radikalen hatte man sich ins Wahlregister eingetragen. Übrigens hatte es bereits von 1892 bis 1901 eine linksliberale Partei namens Radicale Bond gegeben, der dann im Vrijzinnig Democratische Bond aufging.
Der Ausdruck „radikal“ bezieht sich auf eine linke Strömung des Liberalismus. Diese Bedeutung hat er vor allem in romanischen und skandinavischen Ländern behalten (siehe etwa die Radikalsozialisten in Frankreich oder Radikale Venstre in Dänemark). Für die PPR wäre ein Name wie alternatief (alternativ) eher treffender gewesen.
Im Niederländischen schreibt man „radikal“ normalerweise mit c: radicaal (radikal), de radicalen (die Radikalen). Die mehr phonologische Schreibweise von Wörtern war damals unter Linken Mode, vergleiche socialisties statt (richtig) socialistisch.

## Ideologie
In ihrem Wahlprogramm vom Januar 1971 zeigte die PPR sich ausgesprochen skeptisch gegenüber dem Wachstumsdenken. Sowohl Arme in den Niederlanden als auch in der Dritten Welt nähmen an den Vorzügen des Wachstums nicht teil. Daher erklärte die Partei sich solidarisch mit den Opfern eines als kapitalistisch und ausbeuterisch genannten Systems. Ferner thematisierte sie Wohnungsnot, Minderheiten, den Weltfrieden und den Umweltschutz. Sie wollte die DDR anerkennen und die NATO-Mitgliedschaft der Niederlande zur Diskussion stellen. Die Niederlande sollten auf die Stationierung von ABC-Waffen verzichten.
Die PPR war beeinflusst von den Ideen des englischen Ökonomen E. F. Schumacher, der unter dem Titel Small is beautiful 1973 das Wachstumsdenken in Frage stellte. Zu viel Spezialisierung und zu große Organisationen seien ineffizient und führten zu Umweltverschmutzung und unwürdigen Lebensumständen. Im Laufe der 1970er-Jahre verließ die Partei ihre anfängliche Bereitschaft zu zentralistischen Lösungen und forderte stattdessen kleinschalige. Als Beispiel nannte sie zu große Schulen und Krankenhäuser, die ein unmenschliches Maß angenommen hätten.

## Daten

### Wahlergebnisse
Bei den Wahlen zur Zweiten Kammer gab es für die PPR die folgenden Ergebnisse.
| Jahr | Stimmen | Prozent | Sitze |
| ---- | ------- | ------- | ----- |
| 1971 | 116.049 | 1,84 %  | 2     |
| 1972 | 354.829 | 4,80 %  | 7     |
| 1977 | 140.910 | 1,69 %  | 3     |
| 1981 | 171.042 | 1,97 %  | 3     |
| 1982 | 136.446 | 1,66 %  | 2     |
| 1986 | 115.203 | 1,26 %  | 2     |

### Minister und Staatssekretäre
Alle von 1973–1977 im Kabinett Den Uyl:
| Harry van Doorn   | Minister für Kultur, Freizeit und Erholung, Sozialarbeit |
| Boy Trip          | Minister ohne Geschäftsbereich (Wissenschaftspolitik)    |
| Michel van Hulten | Staatssekretär im Verkehrsministerium                    |

## Parteivorsitzende
| Pieter Bogaers           | 1968      |
| Erik Jurgens             | 1968–1970 |
| Jacques Tonnaer          | 1970–1971 |
| Dolf Coppes              | 1971–1973 |
| W. van Dam               | 1973–1974 |
| Ria Beckers-de Bruijn    | 1974–1976 |
| Wijnand van Hoogevest    | 1976–1977 |
| Herman Verbeek           | 1977–1981 |
| Wim de Boer              | 1981–1985 |
| Janeke van der Plaat     | 1985–1988 |
| Bram van Ojik            | 1988–1990 |
| Klaas-Wijbo van der Hoek | 1990–1991 |

### Fraktionsvorsitzende
| Jacques Aarden        | 1968–1972 |
| Bas de Gaay Fortman   | 1972–1977 |
| Ria Beckers-de Bruijn | 1977–1989 |

### Mitgliedszahlen

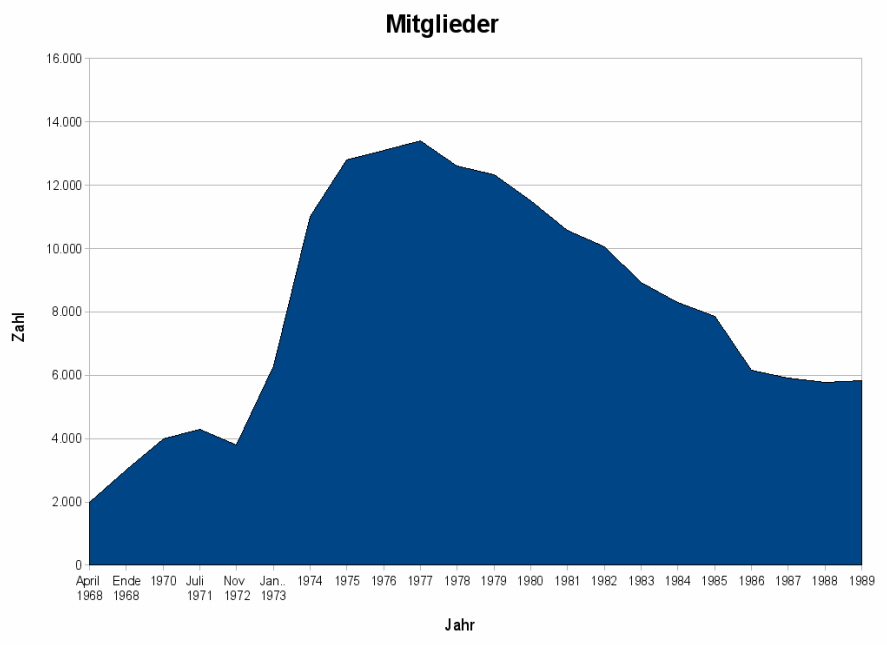
Entwicklung der Mitgliederzahl

Zahlen nach DNPP:
| Jahr | Mitgl. | Jahr | Mitgl. |
| ---- | ------ | ---- | ------ |
| 1968 | 2.000  | 1979 | 12.325 |
| 1968 | 3.000  | 1980 | 11.500 |
| 1970 | 4.000  | 1981 | 10.567 |
| 1971 | 4.284  | 1982 | 10.063 |
| 1972 | 3.800  | 1983 | 10.063 |
| 1973 | 6.300  | 1984 | 8.305  |
| 1974 | 11.000 | 1985 | 7.848  |
| 1975 | 12.800 | 1986 | 6.151  |
| 1976 | 13.100 | 1987 | 5.901  |
| 1977 | 13.400 | 1988 | 5.785  |
| 1978 | 12.600 | 1989 | 5.823  |